# Жељко Лучић
Жељко Лучић (Зрењанин, 24. фебруар 1968) јесте српски оперски певач. Од 1993. до 1998. године био је члан Српског народног позоришта у Новом Саду, а Франкфуртске опере у периоду од 1998. до 2000. године. Посебно је познат по извођењу главних баритонских улога у Вердијевим операма.

## Биографија
Рођен је 1968. године у Зрењанину. Као тинејџер, певао је у зрењанинском мешовитом хору „Јосиф Маринковић“ под диригентском палицом Слободана Бурсаћа, који га је охрабрио да постане солиста и започне студије певања код Доротеје Спасић у Београду. Након неколико година учења, његова професорка га је 1991. године упутила у оперски студио новосадске Музичке Академије код чувене Бисерке Цвејић, која је постала његов главни вокални педагог и ментор. Већ 1993. године, Жељку је понуђен уговор у Српском народном позоришту у Новом Саду. Године 1995, односно 1997. својио Прве награде на међународном такмичењу у Бечеју и на „Франциско Винас“ интернационалном такмичењу певача у Барселони.

## Каријера
Лучић је свој професионални оперски деби имао у априлу 1993, као Силвио у Леонкаваловим Пајацима у Српском народном позоришту у Новом Саду. Ускоро је заблистао у улогама Белкореа у Доницетијевом Љубавном напитку, Енрика у Доницетијевој Лучији од Ламермура, Жермона у Вердијевој Травијати, Валентина у Гуноовом Фаусту и насловној улози у Евгенију Оњегину Чајковског.
Године 1998. Лучић се придружио списку главних уметника Франкфуртске опере, где је остао све до 2008. године. Тамо је певао широк репертоар, али је славу стекао као вердијански баритон. Неке од Вердијевих улога које је певао у Франкфурту су Амонасро у Аиди, Гроф Луна у Трубадуру, Ецио у Атили, Монфор у Сицилијанском вечерњу, Ренато у Балу под маскама, војвода од Нотингема у Доницетијевом Роберту Девереу. Остале улоге које је тамо певао су гроф Алмавива у Моцартовој Фигаровој женидби, Евгеније Оњегин, Леско у Пучинијевој Манон Лескоу, Марчело у Пучинијевим Боемима, Мишоне у Чилеовој Адријани Лекуврер, Шарплес у Пучинијевој Мадам Батерфлај и друге. Лучић је такође наступао као гост уметник у бројним великим оперским кућама. Дебитовао у Холандској опери 2002. године у улогама Монфора и Марчела. Певао је Жермона на свом првом наступу на Фестивалу у Прованси 2003, а исте године певао грофа Луну у Театру у Фиренци.
Деби у Метрополитен опери остварио је 2006. године као Барнаба у Понкијелијевој Ђоконди, са Виолетом Урмани као Ђокондом, и под диригентском палицом Бертранда де Билија. Након тога наступао је у Метрополитену и у улози Жермона, грофа Луне, као и у насловним улогама у Магбету и Риголету.
Додељена му је Златна медаља за заслуге Републике Србије (2023).